# Telšiai
Telšiai (česky zastarale Telší) je město v západní části Litvy, v Žemaitsku (Samogitian) na Žemaitijské vysočině, hlavní město Telšiaiského kraje a zároveň hlavní město Žemaitska. Město leží na březích jezera Mastis. V současnosti zde žije zhruba 24 000 obyvatel.

## Historie
První zmínky o městě nalézáme v historických pramenech již v roce 1450. Na konci 17. století se město stalo centrem kultury i politiky celého regionu Samogitia. Na konci 19. století začalo město Telšiai vzkvétat. Během litevské nezávislosti, od roku 1918 – 1940, město prosperovalo velmi strmě. Vzniklo několik škol, muzeum Alka, řada kulturních zařízení, atd. V roce 1935 se Telšiai stalo administrativním centrem země. Během sovětské okupace se město neslavně proslavilo pro nedaleký „Rainaiský masakr“ (24. – 25 .6. 1941), kde bylo zavražděno 76 litevských politických vězňů.
Dnes je město Telšiai 12. největším městem Litvy. Je centrem stejnojmenného distriktu, má několik gymnázií, středních škol, či Akademie umění, a proto je domovem mnoha profesionálních malířů, lidových umělců, folklórních hudebních skupin a amatérských kulturních klubů. V roce 2016 bude oficiálně představeno jako litevské „Město Kultury 2016“.

## Hospodářství

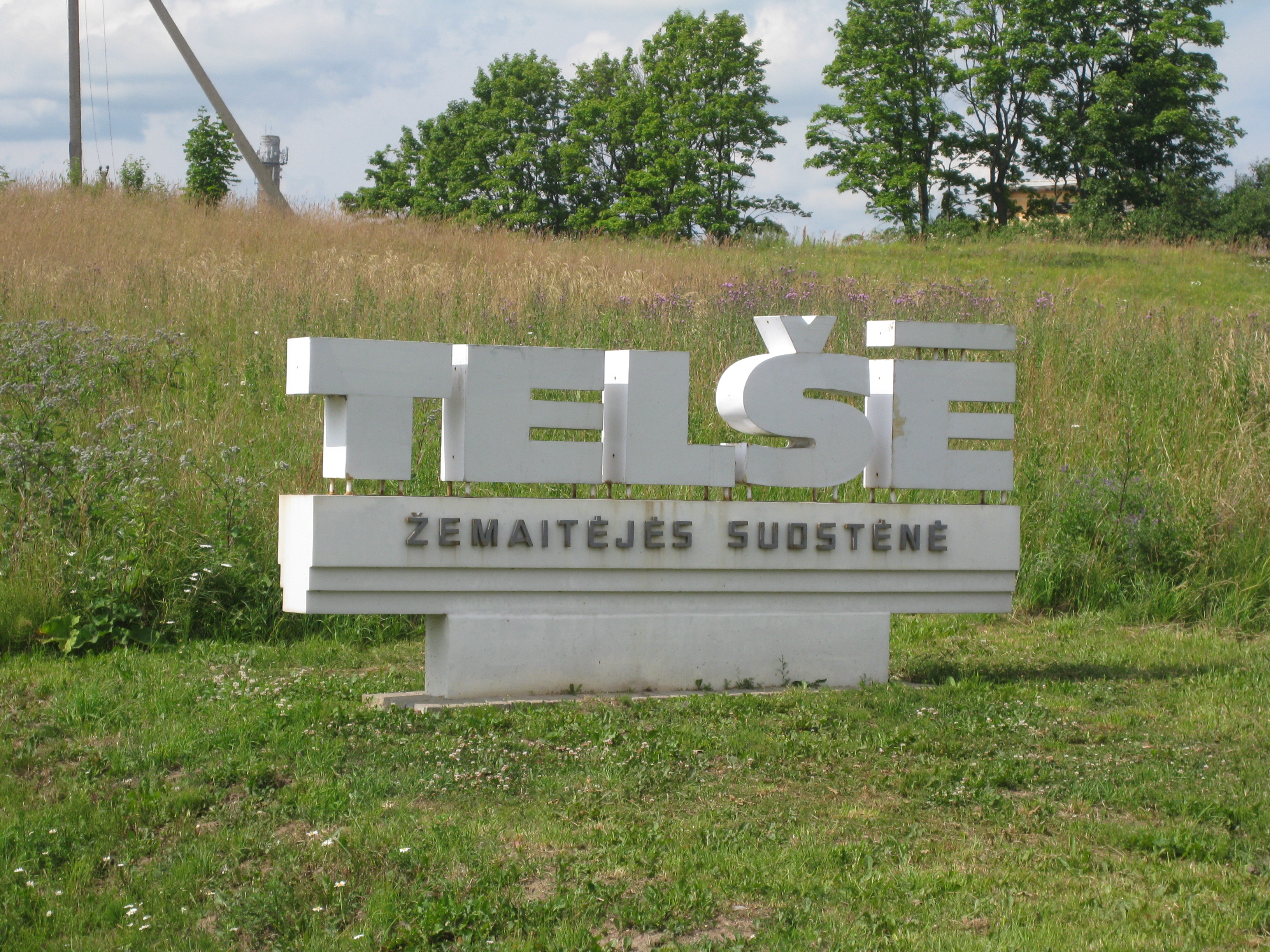
Telšė - hlavní město Žemaitska

Telšiai je významné ekonomické centrum celé oblasti. Nachází se zde pobočky hlavních litevských bank, řada obchodních center, atd. Ve městě působí také řada významných průmyslových společností – jednou z největších je „AB Žemaitijos pienas“, která je největší společností v zemi na zpracování mléka. Provozuje se zde „Podnikatelský inkubátor“, který je nápomocen novým podnikatelům při zahájení jejich činnosti, a napomáhá i vzniku nových pracovních míst. Významná je také těžba a úprava ropy v rafineriích.

## Sport
- FC Džiugas fotbalový klub;
- KK Telšiai basketbalový klub;

## Významní rodáci
- Gabriel Narutowicz (1865–1922), polský politik, první prezident druhé polské republiky
- Michał Wojnicz (1865–1930), polský revolucionář, bibliofil, objevitel Voynichova rukopisu
- Justas Paleckis (1899–1980), žurnalista a politik, zastupující prezident Litvy v roce 1940,  předseda Nejvyšší rady Litevské SSR
- Rolandas Paksas (* 1956), politik a prezident Litvy
- Alfredas Bumblauskas (* 1956), historik
- Jurga Šeduikytė (* 1980), zpěvačka
- Danguolė Rasalaitė (1983–2000), oběť obchodování s lidmi

## Partnerská města
- Bassum, Německo
- Krnov, Česko[2]
- Liezen, Rakousko
- Mińsk Mazowiecki, Polsko